# Phaethornis longuemareus
O besourinho-dorso-verde, também conhecido pelo nome de eremita-pequeno, ou, ainda, rabo-branco-de-garganta-escura (nome científico: Phaethornis longuemareus), é uma espécie de ave apodiforme pertencente à família dos troquilídeos, que inclui os beija-flores. É um dos mais de 20 representantes do gênero Phaethornis, conhecido popularmente como rabos-brancos, que pertence à subfamília dos fetornitíneos. Pode ser encontrado exclusivamente pelas proximidades do Caribe, desde o nordeste da Venezuela, seguindo mais ao leste do continente sul-americano, em Suriname, Guiana, Guiana Francesa, e, possivelmente, em Trindade, entre o nível do mar, atingindo elevações de até 700 metros de altitude.

## Etimologia
O nome do gênero deriva de uma amálgama de dois termos do idioma grego antigo φᾰέθων, phaéthōn, que significa literalmente "radiante, brilhante", derivado de um outro termo do mesmo idioma, se tratando de um adjetivamento do verbo φᾰέθω, phaéthō, que significa "eu brilho, eu radio"; adicionado do sufixo -ornis, derivado do grego antigo ὄρνις, órnis, significando literalmente algo como "ave, pássaro". Esta primeira parte do nome também denomina um gênero de aves conhecidas como rabos-de-palha, que, assim como os beija-flores, também pertencem a uma família própria. Seu sufixo também pode ser muitas vezes encontrado na ornitologia, ou, embora menos comumente, mastozoologia, denominando qualquer tipo de pássaro com alguma característica marcante, como nos beija-flores Lampornis, os psittaciformes Agapornis ou na infraordem de fósseis Ornithopoda. Seu descritor específico, por sua vez, se refere ao colecionador de espécimes que foi responsável pelo registro do tipo nomenclatural, cuja detenção está atribuída a Agathe-François Gouÿe de Longuemare, um naturalista e administrador naval francês, ou, alternativamente, a um colecionador de aves amador, Alphonse Pierre François le Touze de Longuemare.
Seu nome na língua portuguesa varia de acordo com a região e dialeto predominante da localidade em que se encontra. No português brasileiro, onde se distribui mais ao norte do país, este denomina-se como besourinho-dorso-verde, na maior parte das localidades, com sua variante rabo-branco-de-garganta-escura sendo menos difundida e recebendo menor reconhecimento. Uma destas duas denominações comuns se inicia pelo termo "rabo-branco", um nome genérico para qualquer uma das mais de vinte espécies reconhecidas, que se caracterizam pela plumagem mais clara que se encontra no uropígio e nas coberteiras infracaudais e superiores; com "besourinho" sendo uma variante menos comum, que referencia seu tamanho pequeno, que causa semelhança com um besouro quando em voo. O descritor "dorso-verde" caracteriza a coloração esverdeada que se mostra presente na plumagem dorsal do animal, ao que o termo "garganta-escura" destaca a plumagem escura próxima a sua gargantilha. Por sua vez, o nome na variante europeia da língua portuguesa, difere notavelmente das anteriores, eremita-pequeno, onde a primeira palavra constituinte do termo se trata de um termo genérico para a subfamília dos fetornitíneos, estes conhecidos popularmente como "beija-flores eremitas"; adicionado do termo "pequeno", que evidencia seu tamanho diminuto e característico.

## Descrição
O besourinho-dorso-verde está entre as menores espécies reconhecidas em seu gênero, apresentando, em média, cerca de 8,5 até nove centímetros de comprimento em ambos os sexos, com massa corporal entre 2,5 a 3,5 gramas. Suas partes superiores são esverdeadas a oliváceas, com as coberteiras superiores e partes inferiores apresentando coloração mais ocrácea, com seu abdômen sendo, normalmente, mais cinzento. Assim como outros beija-flores eremitas, possui um bico mais decurvado que o de costume, com em torno de 25 milímetros de comprimento, sendo enegrecido na parte superior e amarelado na mandíbula, exceto na extremidade anterior. Suas coberteiras infracaudais são esbranquiçadas, assim como uma mancha escura em torno dos olhos, que se assemelha a uma máscara, denominada listra supraciliar, assim como uma listra malar mais creme. Sua cauda apresenta penas com pontas em branco, se afunilando nas extremidades. A garganta do macho é notavelmente mais escura do que àquela da fêmea, porém, além disso, não apresenta dimorfismo sexual acentuado.

## Distribuição e habitat
Estes beija-flores podem ser encontrados exclusivamente no continente sul-americano setentrional, se distribuindo, continuadamente, desde os estados venezuelanos de Sucre e Monagas e, mais ao oriente, em Delta Amacuro e ao extremo-norte de Bolívar; depois, ao norte da Guiana, por onde segue, mais ao sul, pelo norte e centro-leste do Suriname, até quase a totalidade do território ultramarino e departamento da Guiana Francesa e, mais ao oeste, no extremo nordeste do município brasileiro de Oiapoque. Separadamente, mais ao leste, próximo à fronteira colombiana na Venezuela, há uma minúscula população na região entre Apure e Bolívar. Ainda, embora muitos identificadores ignorem sua existência, a BirdLife International reconhece uma população insular em Trindade. Esta espécie se encontra em habitats de florestas semiabertas, incluindo florestas primárias e secundárias, matagais, manguezais e plantações, entre outros, geralmente se limitando às bordas de florestas. Em altitude, pode ser encontrada, em sua distribuição geográfica, entre o nível do mar até mais de 700 metros acima do solo.

## Sistemática e taxonomia
Atualmente, o besourinho-dorso-verde é considerado uma espécie monotípica, não apresentando subespécies ou, até recentemente, sinônimos. Inicialmente, outras espécies de rabo-branco menores seriam consideradas subespécies desta espécie. Entre as espécies consideradas subordinadas a este táxon, estão, rabo-branco-de garganta-estriada (Phaethornis striigularis), rabo-branco-mirim (Phaethornis idaliae), rabo-branco-do-tapajós (Phaethornis aethopyga), além do rabo-branco-de-garganta-escura (Phaethornis atrimentalis), que apresentam distribuições similares àquela do besourinho-dorso-verde: distribuem-se entre o sul centro-americano e norte sul-americano em florestas tropicais úmidas.
Entre as subespécies anteriores atribuídas ao besourinho-dorso-verde, estão Phaethornis longuemareus imatacae descrito por Phelps e Phelps, Jr. em meados de 1952 e, ainda, Phaethornis longuemareus cordobae descrito em 1950 por John Todd Zimmer, seriam, nos dias atuais, considerados como um híbrido entre um espécime de besourinho-dorso-verde e um rabo-branco-do-rupúnuni e, o outro, a sinonímia de Phaethornis striigularis saturatus, descrito originalmente, em 1910, por Robert Ridgway, respectivamente.

## Comportamento

### Movimentação
Presumivelmente, os besourinhos-dorso-verde se tratam de uma espécie sedentária, não realizando nenhum tipo de migração.

### Alimentação
Os besourinhos-dorso-verde se alimentam do néctar adquirido através das flores e, menos frequentemente, de pequenos insetos e outros artrópodes. São frequentemente observados em flores e plantas dos gêneros Heliconia, Costus, Psychotria, Mandevilla e, ainda, em Pachystachys, Justicia e Cephaelis. Também são observados, embora menos comumente, em outras plantas das famílias das acantáceas e rubiáceas. Se alimenta principalmente por armadilhas.

### Reprodução
Durante o período de reprodução, os machos se reúnem em grupos onde se exibem para as fêmeas, que escolhem o parceiro com as características mais atraentes, em um processo denominado acasalamento lek. Este período foi documentado entre os meses de dezembro a junho, exceto em Trindade, onde o ciclo estral ocorre entre janeiro até março. Existem registros de ninhos encontrados em janeiro e agosto no Suriname e em janeiro, julho e agosto na Guiana Francesa. Seu ninho se assemelha a um cone, que se constitui de fibras vegetais e reforçado com teias de aranha, que se supende em uma folhagem grande. Sua ninhada se compõe por dois ovos brancos, que, embora seus períodos de incubação e emplumação não sejam documentados, acredita-se que estes aconteçam entre 14 a 16 dias e 20 a 23 dias, respectivamente.

## Estado de conservação
A União Internacional para a Conservação da Natureza avaliou o besourinho-dorso-verde como uma espécie "pouco preocupante", embora tamanho e tendência de sua populações sejam desconhecidos. Nenhuma ameaça imediata ao seu habitat foi identificada.